# Erytrea na Zimowych Igrzyskach Olimpijskich 2018
Erytrea na Zimowych Igrzyskach Olimpijskich 2018 – występ reprezentacji Erytrei na igrzyskach olimpijskich w Pjongczangu w 2018 roku.
W kadrze znalazł się jeden zawodnik – Shannon Abeda, który wystąpił w dwóch konkurencjach alpejskich – slalomie i slalomie gigancie. Pełnił funkcję chorążego reprezentacji Erytrei podczas ceremonii otwarcia  i zamknięcia igrzysk. Reprezentacja weszła na stadion jako 49. w kolejności, pomiędzy ekipami z Albanii i Estonii.
Był to debiut reprezentacji Erytrei na zimowych igrzyskach olimpijskich i szósty start olimpijski, wliczając w to letnie występy.

## Skład reprezentacji

### Narciarstwo alpejskie
| Zawodnik      | Konkurencja            | Przejazd 1 | Przejazd 1 | Przejazd 2 | Przejazd 2 | Czas łączny | Miejsce |
| Zawodnik      | Konkurencja            | Czas       | Miejsce    | Czas       | Miejsce    | Czas łączny | Miejsce |
| ------------- | ---------------------- | ---------- | ---------- | ---------- | ---------- | ----------- | ------- |
| Shannon Abeda | Slalom gigant mężczyzn | 1:19,86    | 67.        | 1:20,01    | 62.        | 2:39,87     | 61.     |
| Shannon Abeda | Slalom mężczyzn        | DNF        | DNF        | N/A        | N/A        | N/A         | N/A     |